# Coppa Italia 2022-2023 (calcio a 5)
La Coppa Italia 2022-2023 è stata la 38ª edizione assoluta della manifestazione e la 5ª disputata con la formula final four. La partecipazione alla competizione è riservata a tutte le formazioni partecipanti alla Serie A. La Final Four si è svolta tra il 25 e il 26 marzo al PalaVesuvio di Napoli.

## Formula
Il torneo è disputato dalle formazioni di Serie A e prevede due turni a eliminazione diretta e una Final Four in sede unica.

### Regolamento
Tutto il torneo è articolato su gare con formula a eliminazione diretta. Le 16 squadre sono divise in due fasce, una comprendente le prime 8 della scorsa stagione e una con le altre 8. Il primo turno si gioca in casa delle squadre di prima fascia, mentre per il secondo si procederà a un sorteggio per decidere la squadra ospitante. Le 4 vincenti il secondo turno si qualificano alla Final Four in sede unica.
In caso di parità al termine dei tempi regolamentari (in tutte le partite del torneo) sono previsti i tempi supplementari e, in caso di ulteriore parità, i tiri di rigore.

## Programma
| Fase       | Sorteggio      | Date                  |
| ---------- | -------------- | --------------------- |
| I turno    | 6 ottobre 2022 | 24 - 31 gennaio 2023  |
| II turno   | 6 ottobre 2022 | 14 - 15 febbraio 2023 |
| Final Four | 17 marzo 2023  | 25 - 26 marzo 2023    |

## Squadre qualificate
Sono iscritte d'ufficio tutte le società del campionato nazionale di Serie A. Il detentore del trofeo è l'Italservice, mentre il Pescara è la squadra a essersi aggiudicata il maggiore numero di edizioni (3) tra le partecipanti.

### Sorteggio
Il sorteggio ha avuto luogo il 6 ottobre 2022.

Le squadre sono state divise in 2 gruppi: nel primo turno le squadre del gruppo A incontreranno quelle del gruppo B.
| Partecipanti |              |          |                   |
| Gruppo A     | Gruppo A     | Gruppo B | Gruppo B          |
| 1            | Italservice  | 1        | Real San Giuseppe |
| 2            | Olimpus Roma | 2        | Meta Catania      |
| 3            | Petrarca     | 3        | CAME Treviso      |
| 4            | Napoli       | 4        | Melilli           |
| 5            | Sandro Abate | 5        | Fortitudo Pomezia |
| 6            | Feldi Eboli  | 6        | Monastir          |
| 7            | Pescara      | 7        | Pistoia           |
| 8            | Ciampino     | 8        | L84               |

## I turno
Gli incontri del primo turno si disputeranno tra il 24 e il 31 gennaio in casa della società appartenente al gruppo A.

### Risultati
| Squadra 1    | Risultato | Squadra 2         |
| ------------ | --------- | ----------------- |
| Petrarca     | 9 - 0     | Monastir          |
| Italservice  | 4 - 2     | L84               |
| Feldi Eboli  | 6 - 2     | CAME Treviso      |
| Pescara      | 2 - 6     | Meta Catania      |
| Ciampino     | 2 - 3     | Fortitudo Pomezia |
| Olimpus Roma | 1 - 2     | Real San Giuseppe |
| Sandro Abate | 6 - 3     | Melilli           |
| Napoli       | 7 - 0     | Pistoia           |

### Partite
| Arbitri: | Andrea Saggese (Rovereto) Carmine Genoni (Busto Arsizio) |
| Crono:   | Giacomo Voltarel (Treviso)                               |

| |           |  |
| Foglia 2'58'’ Kaká 15'57'’, 31'45'’ Parrel 24'38'’ Oitomeia 28'40'’, 32'27'’, 39'48'’ F. De Luca 33'56'’ U. De Luca 39'24'’ | Marcatori |  |

| Arbitri: | Paolo De Lorenzo (Brindisi) Saverio Carone (Bari) |
| Crono:   | Ugo Ciccarelli (Napoli)                           |

|                                                                                     |           |                            |
| Fantecele 7'06'’, 33'08'’ Selucio 7'14'’ Venâncio 15'42'’, 22'00'’ Luizinho 29'46'’ | Marcatori | 14'35'’, 27'41'’ Juan Fran |

| Arbitri: | Nicola Maria Manzione (Salerno) Alessandro Cannizzaro (Ravenna) |
| Crono:   | Gianluca Rutolo (Chieti)                                        |

|                               |           |                                                                                                |
| Caruso 12'41'’ Murilo 39'02'’ | Marcatori | 6'19'’, 39'59'’ Lutin 16'51'’ Alonso 22'58'’ Musumeci 31'56'’ (rig.) Spellanzon 39'48'’ Dovara |

| Arbitri: | Stefano Mestieri (Finale Emilia) Francesco Sgueglia (Finale Emilia) |
| Crono:   | Pasquale Crocifoglio (Napoli)                                       |

| |           |  |
| Fortino 10'55'’ Perugino 13'46'’, 21'13'’ Belloni 17'12'’ (aut.) Salas 32'31'’ Rafinha Novaes 33'21'’ Mateus 39'43'’ | Marcatori |  |

| Arbitri: | Fabio Maria Malandra (Avezzano) Nicola Lacrimini (Città di Castello) |
| Crono:   | Antonio Nappo (Ercolano)                                             |

|                                                                        |           |                                                  |
| Ugherani 9'20'’, 18'50'’ Yepes 14'15'’, 26'10'’, 36'22'’ Abate 32'30'’ | Marcatori | 19'00'’ Diogo 24'00'’ Pasqua 34'55'’ (aut.) Caro |

| Arbitri: | Dario Pezzuto (Lecce) Andrea Colombo (Modena) |
| Crono:   | Giovanni Zannola (Ostia Lido)                 |

|               |           |                        |
| Dimas 29'27'’ | Marcatori | 3'40'’, 24'13'’ Patias |

| Arbitri: | Simone Zanfino (Agropoli) Andrea Seminara (Tivoli) |
| Crono:   | Davide Plutino (Reggio Emilia)                     |

|                                                                  |           |                                   |
| Ruan 6'24'’ De Oliveira 7'52'’ Dalcin 11'25'’ Tonidandel 37'15'’ | Marcatori | 10'27'’ Cuzzolino 29'13'’ Cerbone |

| Arbitri: | Chiara Perona (Biella) Antonio Dimundo (Molfetta) |
| Crono:   | Alex Iannuzzi (Roma 1)                            |

|                           |           |                                                   |
| Pina 27'55'’ Diaz 28'50'’ | Marcatori | 11'29'’ Raubo 34'20'’ Campoy 36'59'’ (rig.) Jonas |

## II turno
Gli incontri del secondo turno si disputeranno il 14 febbraio in casa della società che sarà definita ospitante tramite sorteggio.

### Risultati
| Squadra 1         | Risultato   | Squadra 2         |
| ----------------- | ----------- | ----------------- |
| Petrarca          | 3 - 5 (dts) | Italservice       |
| Feldi Eboli       | 7 - 1       | Meta Catania      |
| Real San Giuseppe | 5 - 3       | Fortitudo Pomezia |
| Napoli            | 2 - 1       | Sandro Abate      |

### Partite
| Arbitri: | Chiara Perona (Biella) Domenico Di Micco (Cinisello Balsamo) |
| Crono:   | Emilio Romano (Nola)                                         |

|                                                                         |           |                                             |
| Galletto 6'07'’, 30'44'’ Cesaroni 18'45'’, 33'47'’ Lemos 31'42'’ (aut.) | Marcatori | 6'36'’ Jonas 22'47'’ Raubo 29'33'’ Mentasti |

| Arbitri: | Giovanni Zannola (Ostia Lido) Marco Moro (Latina) |
| Crono:   | Angelo Bottini (Roma 1)                           |

| |           |                    |
| Guilhermão 1'20'’, 21'22'’ Luizinho 10'52'’ Venâncio 16'45'’ Fantecele 28'00'’ Restaino 29'52'’ Calderolli 35'48'’ | Marcatori | 25'40'’ Pulvirenti |

| Arbitri: | Simone Zanfino (Agropoli) Andrea Saggese (Rovereto) |
| Crono:   | Giulio Colombin (Bassano del Grappa)                |

|                                                 |           |                                                                                     |
| Oitomeia 4'11'’, 9'17'’ F. Mello 31'14'’ (t.l.) | Marcatori | 10'04'’ Dalcin 28'06'’ Tonidandel 38'36'’ (t.l.), 47'20'’, 48'36'’ (t.l.) Schiochet |

| Arbitri: | Nicola Maria Manzione (Salerno) Emilio Romano (Nola) |
| Crono:   | Pasquale Crocifiglio (Napoli)                        |

|                                       |           |              |
| Rafinha Novaes 6'40'’ Borruto 17'36'’ | Marcatori | 5'05'’ Yepes |

## Final Four
La Final Four si è giocata il 25 e 26 marzo presso il PalaVesuvio di Napoli. Il sorteggio si è tenuto il 17 marzo presso la Sala Giunta del comune di Napoli.

### Tabellone
|  | Semifinali        | Semifinali        | Semifinali |             |   | Finale            | Finale | Finale |  |
|  |                   |                   |            |             |   |                   |        |        |  |
|  | Feldi Eboli       | Feldi Eboli       | 3          |             |   |                   |        |        |  |
|  | Feldi Eboli       | Feldi Eboli       | 3          |             |   |                   |        |        |  |
|  | Real San Giuseppe | Real San Giuseppe | 5          |             |   |                   |        |        |  |
|  | Real San Giuseppe | Real San Giuseppe | 5          |             |   | Real San Giuseppe | 3      |        |  |
|  |                   |                   |            |             |   | Real San Giuseppe | 3      |        |  |
|  |                   |                   |            | Italservice | 1 |                   |        |        |  |
|  | Italservice (dtr) | Italservice (dtr) | 3 (4)      | Italservice | 1 |                   |        |        |  |
|  | Italservice (dtr) | Italservice (dtr) | 3 (4)      |             |   |                   |        |        |  |
|  | Napoli            | Napoli            | 3 (1)      |             |   |                   |        |        |  |

### Risultati

#### Semifinali
| Arbitri: | Simone Zanfino (Agropoli) Davide De Ninno (Varese) Fabio Pozzobon (Treviso) |
| Crono:   | Pasquale Crocifoglio (Napoli)                                               |

|                                            |           |                                                                            |
| Fantecele 8'32'’, 13'33'’ Luizinho 10'34'’ | Marcatori | 11'43'’ Duarte 16'51'’ Dian Luka 29'23'’, 37'48'’ Patias 32'38'’ Ju. Salas |

| Arbitri: | Alex Iannuzzi (Roma 1) Nicola Acquafredda (Molfetta) Marco Moro (Latina) |
| Crono:   | Andrea Seminara (Tivoli)                                                 |

|                                                          |                      |                                                            |
| Schiochet 16'03'’ Ruan Alflen 17'29'’ Tonidandel 32'55'’ | Marcatori            | 9'30'’ Mancha 11'51'’ (aut.) Ruan Alflen 25'55'’ Ja. Salas |
| De Oliveira Canal Pires Schiochet                        | Tiri di rigore 4 – 1 | Fortino Mateus Ja. Salas                                   |

#### Finale
| Arbitri: | Giulio Colombin (Bassano del Grappa) Giovanni Zannola (Ostia Lido) Andrea Colombo (Modena) |
| Crono:   | Fabrizio Andolfo (Ercolano)                                                                |

| |            | |
| Ju. Salas 19'27'’ Patias 27'16'’ Dian Luka 37'05'’ | Marcatori  | 24'16'’ Fortini |
| · Jurij Bellobuono 12 · 18'01'’ Vinícius Duarte 8 · Dian Luka 7 · Paolo Cesaroni 19 · 14'10'’ Alessandro Patias 9 · Amedeo Fusco 22 · 7'45'’ Marco Ercolessi 2 · Gennaro Galletto 10 · Lorenzo Guerra 11 · 24'07'’ Andrés Santos 15 · Mario Imparato 16 · Juan Adrián Salas 20 | Formazioni | · 37 Davide Putano · 5 Felipe Tonidandel 30'05'’ · 11 Mauro Canal · 21 Murilo Schiochet · 18 Júlio De Oliveira 35'28'’ · 12 Tommaso Vesprini · 27 Manuel Cianni · 6 Jukka Kytölä · 7 Giuliano Fortini 11'28'’ · 8 Diego Pires · 10 João Miguel · 31 Ruan Alflen 18'01'’ |
| Fausto Scarpitti | Allenatori | Fulvio Colini |

## Classifica marcatori
| Gol |  |  | Giocatore                 | Squadra           |
| --- |  |  | ------------------------- | ----------------- |
| 5   |  |  | André Fantecele           | Feldi Eboli       |
| 5   |  |  | Oitomeia                  | Petrarca          |
| 5   |  |  | Alessandro Patias         | Real San Giuseppe |
| 4   |  |  | Murilo Schiochet          | Italservice       |
| 4   |  |  | Alejandro Yepes           | Sandro Abate      |
| 3   |  |  | Venâncio Baldasso         | Feldi Eboli       |
| 3   |  |  | Luizinho                  | Feldi Eboli       |
| 3   |  |  | Felipe Tonidandel         | Italservice       |
| 2   |  |  | Ruan Alflen               | Italservice       |
| 2   |  |  | Dian Luka Barbieri Miotto | Real San Giuseppe |
| 2   |  |  | Paolo Cesaroni            | Real San Giuseppe |
| 2   |  |  | Eduardo Dalcin            | Italservice       |
| 2   |  |  | Gennaro Galletto          | Real San Giuseppe |
| 2   |  |  | Guilhermão                | Feldi Eboli       |
| 2   |  |  | Juan Fran                 | CAME Treviso      |
| 2   |  |  | Jonas Pinto Junior        | Fortitudo Pomezia |
| 2   |  |  | Kaká                      | Petrarca          |
| 2   |  |  | Nelson Lutin              | Meta Catania      |
| 2   |  |  | Rafinha Novaes            | Napoli            |
| 2   |  |  | Fernando Perugino         | Napoli            |
| 2   |  |  | Michal Raubo              | Fortitudo Pomezia |
| 2   |  |  | Javier Adolfo Salas       | Napoli            |
| 2   |  |  | Juan Adrián Salas         | Real San Giuseppe |
| 2   |  |  | Gabriele Ugherani         | Sandro Abate      |

| Gol |  |  | Giocatore             | Squadra           |
| --- |  |  | --------------------- | ----------------- |
| 1   |  |  | Massimo Abate         | Sandro Abate      |
| 1   |  |  | Javier Alonso         | Meta Catania      |
| 1   |  |  | Cristian Borruto      | Napoli            |
| 1   |  |  | Fabricio Calderolli   | Feldi Eboli       |
| 1   |  |  | Jordi Campoy          | Fortitudo Pomezia |
| 1   |  |  | Umberto Caruso        | Pescara           |
| 1   |  |  | Daniele Cerbone       | L84               |
| 1   |  |  | Leandro Cuzzolino     | L84               |
| 1   |  |  | Francesco De Luca     | Petrarca          |
| 1   |  |  | Umberto De Luca       | Petrarca          |
| 1   |  |  | Júlio De Oliveira     | Italservice       |
| 1   |  |  | Lucas Exequiel Diaz   | Ciampino          |
| 1   |  |  | Dimas                 | Olimpus Roma      |
| 1   |  |  | Diogo                 | Melilli           |
| 1   |  |  | Daniele Dovara        | Meta Catania      |
| 1   |  |  | Vinícius Duarte       | Real San Giuseppe |
| 1   |  |  | Murilo Ferreira       | Pescara           |
| 1   |  |  | Adriano Foglia        | Petrarca          |
| 1   |  |  | Giuliano Fortini      | Italservice       |
| 1   |  |  | Rodolfo Fortino       | Napoli            |
| 1   |  |  | Mancha                | Napoli            |
| 1   |  |  | Mateus Garcia         | Napoli            |
| 1   |  |  | Fellipe Mello         | Petrarca          |
| 1   |  |  | Giuseppe Mentasti     | Fortitudo Pomezia |
| 1   |  |  | Carmelo Musumeci      | Meta Catania      |
| 1   |  |  | Parrel                | Petrarca          |
| 1   |  |  | Domenico Dylan Pasqua | Melilli           |
| 1   |  |  | Gabriel Pina          | Ciampino          |
| 1   |  |  | Giovanni Pulvirenti   | Meta Catania      |
| 1   |  |  | Decio Restaino        | Feldi Eboli       |
| 1   |  |  | Giancarllo Selucio    | Feldi Eboli       |
| 1   |  |  | Franco Spellanzon     | Meta Catania      |